# 本好捷宏
本好 捷宏（もとよし かつひろ）は東京医薬専門学校 生命工学技術科 化粧品開発コースの講師。医学博士。ホーアイケミカル顧問。元ポーラ化成工業主任研究員。

## 最近の主な研究／業務
- にきびの成因と予防
- 紫外線および化粧品に対する感受性－とくに人種差について－

## 文献
- 『機能性化粧品の開発II』　シーエムシー出版。ISBN 4-88231-892-X